# Пальмовый гриф
Пальмовый гриф, или грифовый орлан (лат. Gypohierax angolensis), — вид хищных птиц. Образует монотипический род пальмовые грифы, или грифовые орланы (Gypohierax Rüppell, 1836), который включается в подсемейство Gypaetinae, иногда в подсемейства орланы или грифовые.
Распространён в Африке южнее Сахары.

## Внешний вид
Длина тела 55—65 см, длина крыла 45—50 см, масса 1,3—1,8 кг.
Голова небольшая, на длинной шее, лицо и частично зоб не оперены. Лапы с длинными пальцами и когтями. Клюв относительно длинный, узкий. Крылья длинные, слегка закруглённые. Хвост короткий и закруглённый. По общему сложению напоминает орланов.
Окраска оперения преимущественно белая. Лопатки, второстепенные маховые перья, большие кроющие перья и основание хвоста чёрного цвета. Первостепенные маховые перья белые с чёрными окончаниями. Голые участки лица от красного до оранжево-красного цвета; клюв желтоватый, восковица серовато-голубая, радужная оболочка жёлтая. Лапы у взрослых особей от тускло-оранжевого до коричневато-жёлтого цвета; у молоди от беловатых до серовато-коричневых, к третьему или четвёртому году жизни приобретают жёлтый оттенок, а затем розоватый.

## Миграции и размножение
Оседлая птица. 
Гнездится на деревьях. Гнездо крупное, в его строительстве принимают участие оба родителя. Размножение происходит в засушливый период, в кладке всегда только одно белое яйцо с большим количеством бурых отметин. Птенцов выкармливают плодами пальм. Подробности гнездовой жизни практически неизвестны.

## Питание
Основу питания составляет мякоть плодов масличной пальмы и пальмы-раффии, что необычно для хищных птиц. Едят также падаль, крабов, моллюсков, мелкую рыбу, а также насекомых, которых могут извлекать из коры.